# Fun Down There
Fun Down There je americký hraný film z roku 1989, který režíroval Roger Stigliano podle vlastního scénáře. Snímek měl světovou premiéru na Berlinale, kde získal cenu Teddy Award.

## Děj
Buddy je mladý gay, který odjíždí z malého města ve venkovské oblasti státu New York, aby začal nový život v New York City.

## Obsazení
| Michael Waite         | Buddy Fields  |
| Yvonne Fisher         | Sandy         |
| Martin Goldin         | Angelo        |
| Nickolas B. Nagourney | Joseph        |
| Jeanne Smith          | Judy Fields   |
| Gretchen Sommerville  | Greta         |
| Betty Waite           | Buddyho matka |
| Harold Waite          | Buddyho otec  |

## Ocenění
- Teddy Award za nejlepší hraný film